# 炭疽乐队
炭疽樂團（英語：Anthrax）是美國的鞭擊金屬樂團，1981年由節奏吉他手史考特·伊恩與貝斯手丹·利爾克成立於紐約市。炭疽是鞭擊金屬的領導樂團之一，他們與金屬製品、麥加帝斯、超級殺手並稱為「鞭擊金屬四巨頭」（有時稱作四大鞭），炭疽也是唯一在美國東岸活動的巨頭（另外三個巨頭都在美國西岸）。截至2017年5月，樂團共發行11張錄音室專輯、6張現場專輯、6張迷你專輯、12張影像作品、26張單曲和音樂錄影帶，包括和嘻哈團體全民公敵組合的合作。根據尼爾森唱片市場調查系統的統計資料，炭疽在1991年至2004年賣出了一千萬張唱片，其中在美國賣出近三百萬張。
炭疽首先與獨立廠牌百萬大軍唱片簽約，1984年初發行首張專輯《金屬之拳》後，丹·利爾克隨即離開樂團。樂團改簽核爆唱片後，由法蘭克·貝略接任貝斯手。主唱尼爾·托賓在兩年後由馬特·法倫取代，接下來又換成喬伊·貝拉多納擔任主唱。樂團的新陣容於1985年由小島唱片發行第二張專輯《散佈病源》。1987年發行的第三張專輯《末日逼近》開始得到讚賞。1992年，原武裝聖徒的主唱約翰·布希成為新主唱，炭疽的陣容又出現變化。隔年發行的第六張專輯《白噪音之聲》登上美國告示牌二百強專輯榜第7名。
炭疽在1990年代時受到許多音樂風格的影響，嘗試了很多實驗性的融合金屬樂。而樂團的陣容也經常改變，例如主唱先後就有九位歌手擔任，離開的主奏吉他手和貝斯手加起來也有八位之多。節奏吉他手史考特·伊恩和1983年加入炭疽的鼓手查理·伯南特，他們是唯二在炭疽每一張錄音室專輯出現的成員。貝斯手法蘭克·貝略只有第一張專輯未參與到，那時的貝斯是丹·利爾克彈的。在2010年，喬伊·貝拉多納回到了炭疽，並與樂團繼續推出了《鞭金崇拜》（2011年）及《主宰宿命》（2016年）兩張專輯。

## 歷史

### 組建與首張專輯（1981 - 1982年）
1981年7月18日，吉他手史考特·伊恩和丹·利爾克在美國紐約皇后區成立了炭疽樂團。樂團名字來自史考特·伊恩在學校課本裡看到的炭疽病，因為這個名字聽起來「十分邪惡」。炭疽的首次陣容為主唱約翰·康納利、吉他手史考特·伊恩和丹·利爾克、貝斯手保羅·卡恩、鼓手大衛·懷斯。隨後貝斯手短暫換成肯尼·庫許納後，丹·利爾克改成彈貝斯，然後招募到格雷格·沃斯擔任主奏吉他手。鼓手大衛·懷斯離開後，格雷格·沃斯推薦由格雷格·迪安傑羅接棒。很快的主唱也換人，繼任者德克·甘迺迪只唱了一陣子後便離開了，於是史考特·伊恩的弟弟傑森·羅森菲爾來擔任臨時主唱，接著由湯米·懷斯接任。一直到1982年8月，史考特·伊恩找來他的同學尼爾·托賓加入樂團後，主唱一職才穩定下來。在此期間，炭疽錄製了第一張試聽帶。

### 尼爾·托賓時期（1982 - 1984年）

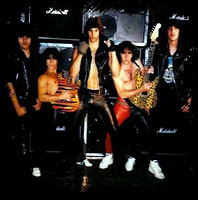
1983年的炭疽。

1982年9月，以尼爾·托賓為主唱的炭疽終於能夠舉行首次的公開演出，地點在紐約的大吉爾吉斯俱樂部。在接下來的幾個月裡，該陣容在紐約市和紐澤西州的各個地區定期舉行演出。1983年春季，金屬製品從舊金山飛往紐約準備錄製首張專輯時，是由炭疽替他們找了落腳處。炭疽也和金屬製品一起出現在幾場表演中。吉他手格雷格·沃斯在夏季離開了炭疽，暴動樂團主唱雷特·佛斯特向史考特·伊恩建議了鮑勃·貝瑞。但是很快的，鮑勃·貝瑞又被丹·斯皮茨取代，丹·斯皮茨曾經是紐澤西州鞭擊金屬樂團殺過頭的成員。不久後，炭疽錄製了第二張試聽帶。
經過史考特·伊恩幾個月的邀請後，鼓手查理·伯南特在1983年9月取代了格雷格·迪安傑羅（之後他便加入白獅樂團）。與此同時，史考特·伊恩和丹·利爾克結識了紐澤西州的唱片行老闆瓊·日拉，他聽過試聽帶之後給了炭疽一些建議。瓊·日拉也是一位音樂活動主辦人，並在日後成立了獨立廠牌百萬大軍唱片。之後，金屬製品和百萬大軍唱片簽約，發行首張專輯《殺光他們》而聲名大噪。1983年底，瓊·日拉同意幫炭疽發行作品。樂團邀請戰士幫吉他手羅斯·波斯擔任製作人，由百萬大軍唱片發行了炭疽首支單曲〈金屬戰士〉，B面曲則是前鼓手格雷格·迪安傑羅演奏的〈復仇女神〉，這是他在炭疽唯一留下的錄音作品。
1984年1月，樂團發行首張錄音室專輯《金屬之拳》。然而，由於種種原因，丹·利爾克和樂團其他成員的關係演變為緊張狀態，並在首次巡演展開之前，被要求退出樂團。丹·利爾克在離開炭疽不久後，與炭疽第一任主唱約翰·康納利成立了核子攻擊。貝斯手空缺由查理·伯南特的親戚法蘭克·貝略入替。炭疽開始擔任速度金屬樂團掠奪美國巡演的暖場團，宣傳演唱他們的處女作《金屬之拳》，但這張專輯並未獲得音樂界的目光。1984年8月，主唱尼爾·托賓因為長期積壓的問題爆發而離開了樂團。音樂史學家艾迪·托克在他的著作《艾迪·托克的硬式搖滾與重金屬指南》中透露，尼爾·托賓之所以退出炭疽，是因為他的個人口音遭到瓊·日拉、史考特·伊恩和其他炭疽成員的施壓，最後導致主唱出走。1984年年底，炭疽招募了歌手馬特·法倫來接任主唱，但是他因為對錄音缺乏自信，很快就離開了。其餘的成員決定由史考特·伊恩兼任吉他手和主唱，以四個人的陣容暫時翻唱硬核龐克的歌曲，直到能找到穩定的新主唱為止。

### 喬伊·貝拉多納時期（1984 - 1992年）

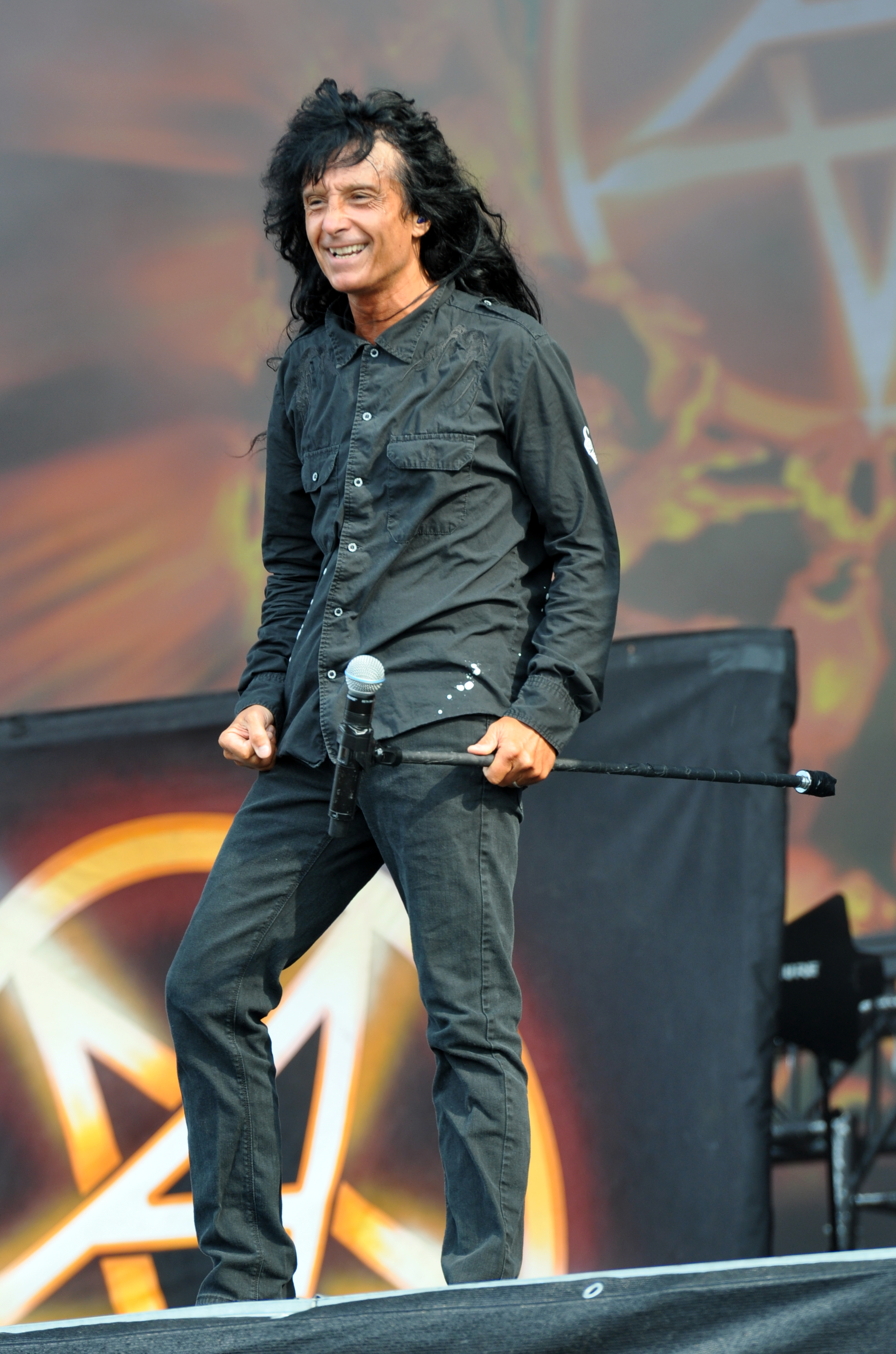
喬伊·貝拉多納在炭疽的第一個時期中，演唱了四張錄音室專輯。

1985年1月，喬伊·貝拉多納被炭疽選為新的主唱。樂團立即以新陣容錄製作品，於2月發行首張迷你專輯《武裝威脅》，不過收錄的五首曲子，只有一首是喬伊·貝拉多納唱的，另外三首仍是尼爾·托賓留下的歌聲，最後一首是史考特·伊恩翻唱的〈天佑女皇〉。1985年10月30日，炭疽發行第二張錄音室專輯《散佈病源》。史考特·伊恩和查理·伯南特在結束錄音室工作後，便與前炭疽貝斯手丹·利爾克及比利·米蘭共組了跨界鞭擊金屬樂團死亡衝鋒隊，作為次要的音樂項目。與炭疽的《散佈病源》同一天，死亡衝鋒隊也發行了專輯《想活命就講英語》，具有鮮明的硬核風格。
1986年初，樂團預計要替黑色安息日宣傳《銀河七號星》的美國巡迴演唱會擔任暖場團。然而在巡迴開始的前四天，當時擔任黑色安息日主唱的葛倫·休斯和樂團的演出經理打架，導致受傷、影響歌唱能力。於是黑色安息日找來雷·葛倫替補，但將近一半的美國行程因門票銷售不佳而全部取消了。4月，炭疽與殺過頭和鋼鐵間諜合作，試圖在德國展開第一次歐洲巡演。這次巡迴之旅進行到一半的時候，爆發了車諾比核子事故，於是在烏克蘭車諾比附近的一場演出被迫取消。9月10日起，炭疽和金屬製品一同展開歐洲巡迴之旅，首站在威爾斯聖大衛廳。然而巡演中途，金屬製品的巡迴巴士於9月26日在瑞典鄉間翻覆，其貝斯手克利夫·伯頓當場死亡，因此巡演宣告中止。
1987年3月22日，炭疽發行第三張錄音室專輯《末日逼近》，展現出樂團幽默與實驗性的一面，並開始以電影、漫畫和史蒂芬·金的恐怖小說為歌詞題材。該專輯除了向克利夫·伯頓追悼，其收錄曲〈我就是法律〉融合了重金屬音樂和嘻哈音樂。《末日逼近》除了登上美國告示牌二百強專輯榜第62名，同一時期美國唱片市場爆發了鞭擊金屬購買潮。包括金屬製品的《傀儡之王》、麥加帝斯的《出賣和平，有人要嗎？》、超級殺手的《血之王朝》和炭疽的《末日逼近》。自1987年開始，炭疽開始與金屬製品、麥加帝斯、超級殺手並稱為「鞭擊金屬四巨頭」（有時稱作四大鞭）。炭疽參與嘻哈團體UTFO歌曲〈致命〉的錄製後，更加沉迷於饒舌。接著，樂團與金屬製品、金屬聖堂、聖約樂團一同在美國及歐洲巡迴演出，宣傳《末日逼近》。
1988年9月18日，發行第四張錄音室專輯《極度亢奮》，其中翻唱自法國樂團信任的作品〈反社會〉受到矚目，登上美國音樂電視頻道MTV的招牌金屬樂節目《甩頭客舞廳》輪播。炭疽除了和放克金屬樂團生活色彩一起巡迴美國各大城，並與出埃及、萬聖節樂團一起參加甩頭客舞廳巡迴，擴大了知名度。炭疽花了近一年的時間來宣傳《極度亢奮》，先後加入鐵娘子的第七次之旅、奧茲·奧斯本的無盡罪惡之旅和金屬製品的受損的正義之旅。1989年6月至7月，前往歐洲舉辦巡迴演出。
1990年8月21日，發行第五張錄音室專輯《時刻堅持》，超越《極度亢奮》的成就，它登上告示牌二百強專輯榜第24名、獲美國唱片業協會頒發金唱片認證。這張專輯比樂團以前的作品更進步、更黑暗也更加技術性。專輯中翻唱了喬·傑克森的〈把握光陰〉。1991年6月25日，發行精選輯《殺手蜂的突擊》。7月8日，炭疽與嘻哈團體全民公敵組合合作發行單曲〈大吵大鬧〉。這首歌成為饒舌金屬的先驅之一，炭疽並與全民公敵組合舉辦了一次成功的巡演。1992年底，喬伊·貝拉多納因老式唱腔、創意和音樂風格上與炭疽的方向出現差異，遭到開除。

### 約翰·布希時期（1992 - 2005年）

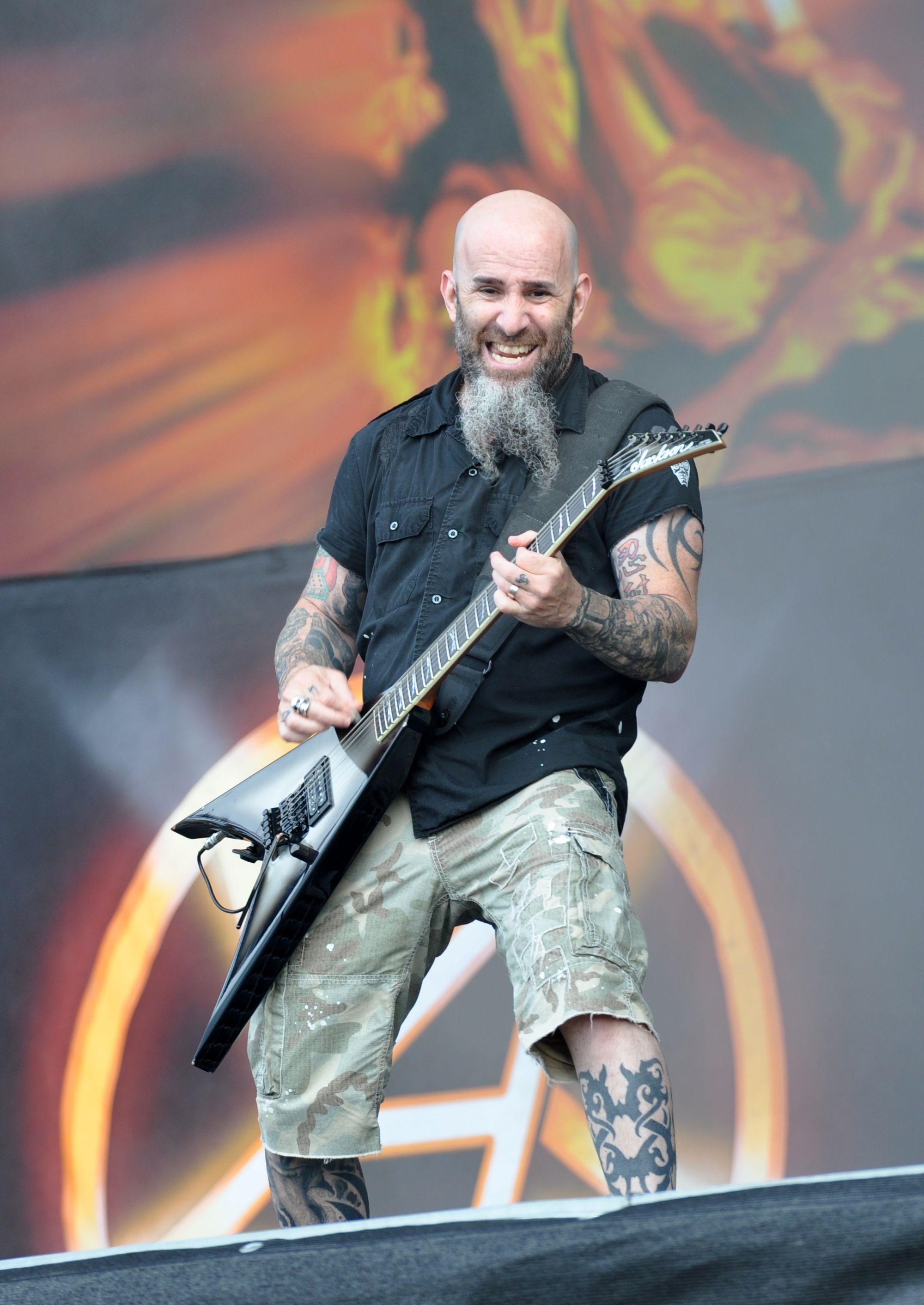
史考特·伊恩在炭疽所有的錄音作品中都負責彈奏節奏吉他，他也是樂團中唯一的創始成員。

炭疽開除喬伊·貝拉多納之後，前武裝聖徒主唱約翰·布希取代了他的位置。同時樂團離開小島唱片，改簽給幻影殺手唱片。1993年5月25日，發行第六張錄音室專輯《白噪音之聲》，炭疽自此拋棄早期黑暗、鞭擊金屬的音樂特色，強調更多的旋律，走向另類搖滾的路線。它登上告示牌二百強專輯榜第7名、獲得金唱片認證。美國線上音樂資料庫AllMusic音樂評論家戴夫·康諾利表示：「《白噪音之聲》帶來令人驚訝的旋律，炭疽將其紐約的風格走向了西雅圖，這使一些樂迷感到排斥，吸引了另外的族群。丹·斯皮茨和史考特·伊恩拋棄了他們往常的吉他演奏，而許多人都喜歡新主唱約翰·布希的表現，雖然他的聲望低於喬伊·貝拉多納」。單曲〈唯一〉獲得成功表現，後來收錄在精選輯《殺手蜂的逆襲》中。史考特·伊恩表示，金屬製品主唱詹姆斯·海特菲爾德說這是一首「完美的歌」。古典作曲家安吉羅．貝德拉曼提貢獻了〈黑色小屋〉一曲。這張專輯表明，炭疽的歌曲創作趨於成熟周全，已經完全擺脫了它的舊形象。
《白噪音之聲》發行後，在炭疽待了十二年的吉他手丹·斯皮茨在1995年也被開除，他之後成為一位瑞士製錶師。在保羅·克魯克支援主奏吉他的工作後，炭疽在1995年10月24日發行第七張錄音室專輯《爵士舞曲442》。該專輯登上告示牌二百強專輯第47名，與前作相比，排名與銷量都大幅下滑。炭疽表示，幻影殺手唱片沒有進行足夠的專輯宣傳，所以他們很快就選擇離開了。這也是唯一一張沒有印上傳統炭疽標誌的專輯。接著，炭疽和獨立廠牌點火唱片簽約，在1998年7月21日發行第八張錄音室專輯《第8號通報：他們是玩真的》，在告示牌二百強專輯榜的名次又滑落到第118名。在這張專輯中，鼓手查理·伯南特和保羅·克魯克及潘特拉成員戴姆拜格·達雷爾一起彈主奏吉他。另外，潘特拉的主唱菲爾·安塞爾莫也出現在背景和聲中。專輯發行後，點火唱片破產，導致唱片的營銷宣傳受到影響。炭疽接著與超越唱片簽約，發行精選輯《殺手蜂的逆襲》。與此同時，炭疽計劃找回前任主唱喬伊·貝拉多納，與現任主唱約翰·布希進行雙主唱的巡迴演唱會，但是喬伊·貝拉多納在活動開始前的最後一刻退出。
在2001年美國炭疽攻擊事件期間，樂團更新了官方網站內容，列出如何預防感染炭疽桿菌的自保之道，並且公布如何協助炭疽病罹難者的捐款方式，人們開始在搜索引擎中輸入“anthrax.com”。鑑於當時的事件，炭疽在2001年10月10日發布新聞稿，開玩笑說樂團將改成「更加友善，像小狗一樣可愛的名字」。官方網頁上寫著：「二十年來，我們樂團都稱為『炭疽』，但我們從來沒有想過這一天（炭疽攻擊）會到來。我們取這個名字只是想跟別的樂團有所不同，『炭疽』聽起來又酷又激進，但其實沒人知道這是什麼東西。大多數人提到炭疽都會聯想到我們，而不是細菌。在這些事件之後，炭疽這個字象徵著恐懼、偏執和死亡，突然我們的名字就變得不怎麼酷了。對我們來說，還有數以百萬計的人來說，這只是一個名字。我們不想改團名，這是沒有必要的。我們希望並且祈禱這次事件能盡速落幕」。2001年11月28日，炭疽在九一一慈善演唱會上，也否認了新聞稿中發布的任何改名謠言，成員身穿連身工作服，上面印著不同的單字，拚起來正好是「我們不會改名」。貝斯手法蘭克·貝略表示，樂團收到紐約市警察局和紐約市消防局的支持，他們認為這時候更改樂團名稱反而會傳達錯誤的訊息。
儘管和唱片公司發生對專輯權利的法律糾紛，羅柏·卡基亞諾在2001年加入了炭疽，正式擔任主奏吉他手。2003年5月6日，由聖殿唱片發行第九張錄音室專輯《衝你而來》，音樂評論家認為，炭疽回歸到早期的重金屬路線，並保留了他們的旋律和侵略感。2004年11月23日，發行精選輯《兩害相權取其輕》，他們以現任陣容重新錄製了早期作品。

### 主唱輪替時期（2005 - 2010年）

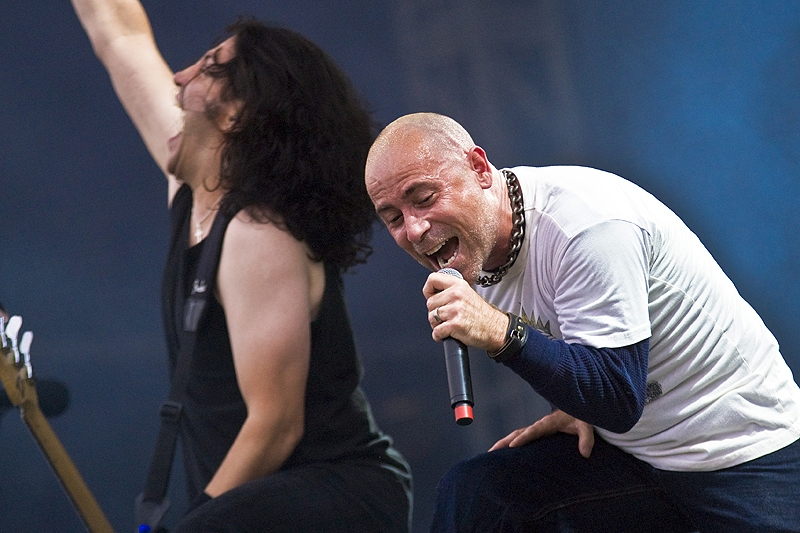
2009年，炭疽在音球音樂節的表演。

2005年4月，炭疽宣布，史考特·伊恩、查理·伯南特、丹·斯皮茨、喬伊·貝拉多納和法蘭克·貝略的「經典」《末日逼近》陣容將會回歸。並在接下來的一些巡迴演出中，他們會表演《末日逼近》的全部曲目。炭疽表示約翰·布希並沒有被樂團解雇，但是喬伊·貝拉多納可能會回歸。雖然陣容預計將在巡演之後錄製新專輯，但史考特·伊恩在2007年1月表示，喬伊·貝拉多納並未同意回到炭疽。緊接著，約翰·布希說他沒有承諾要繼續擔任炭疽的主唱，因此主唱由誰擔任是未知數。
2007年5月，史考特·伊恩表示，6月底將決定由誰擔任炭疽主唱，但巡演延期至12月。6月份，約翰·布希表示他對炭疽的團聚感到痛苦，他說已經拒絕樂團的邀請，不再擔任炭疽主唱。當被問及如果喬伊·貝拉多納離開，他是否會重新加入樂團時，約翰·布希說他「不覺得這樣做是正確的選擇」。2007年12月，炭疽宣布樂團的新主唱將由丹·尼爾森接任。而羅柏·卡基亞諾也將繼續擔任主奏吉他手。睽違了十九個月，炭疽在2008年5月於芝加哥雙門音樂廳公開演出。新主唱丹·尼爾森首次與觀眾見面，儘管發生了設備問題，樂團演奏的新作品仍受到熱情歡迎。
2008年12月22日，史考特·伊恩在每月發布的專欄中寫道，自從2008年11月4日起，他一直在錄音室中工作，製作新的炭疽專輯。鼓聲、貝斯和節奏吉他已經錄製在19首曲目中，並增加了人聲。「我們應該會在2009年1月底開始進行混音，做出一張真正大器、響亮、快速和厚重的專輯」。在2009年5月的專欄中，史考特·伊恩表示專輯由曾與滑結樂團、伊凡塞斯合作過的戴夫·福特曼混音。在炭疽官方網站的一篇文章中，查理·伯南特表示新專輯可能會在明年推出。
2009年初，炭疽在南美洲開始擔任鐵娘子的巡演暖場團。這張專輯最初計劃由丹·尼爾森擔任主唱。不過7月份，樂團證實丹尼爾森因病而離職，不再是樂團的成員。除了8月的英國音球音樂節之外，所有後續演出都由約翰·布希為主唱。由於表演後的反應，「讓約翰·布希回歸」的呼聲日益升高，這得到了史考特·伊恩的支持。
2009年9月，炭疽宣布約翰·布希將再次在日本的大聲公園音樂節上擔任炭疽主唱。不久之後，查理·伯南特表示，約翰·布希重新加入了樂團。2010年2月，炭疽在澳大利亞進行了五場演出，作為聲浪音樂節的一部分。在澳大利亞的演出結束之後，約翰·布希表示樂團打算在新專輯中重新錄製幾首歌曲的人聲。

### 四巨頭聯合演出、《鞭金崇拜》、《主宰宿命》（2010 - 2016年）

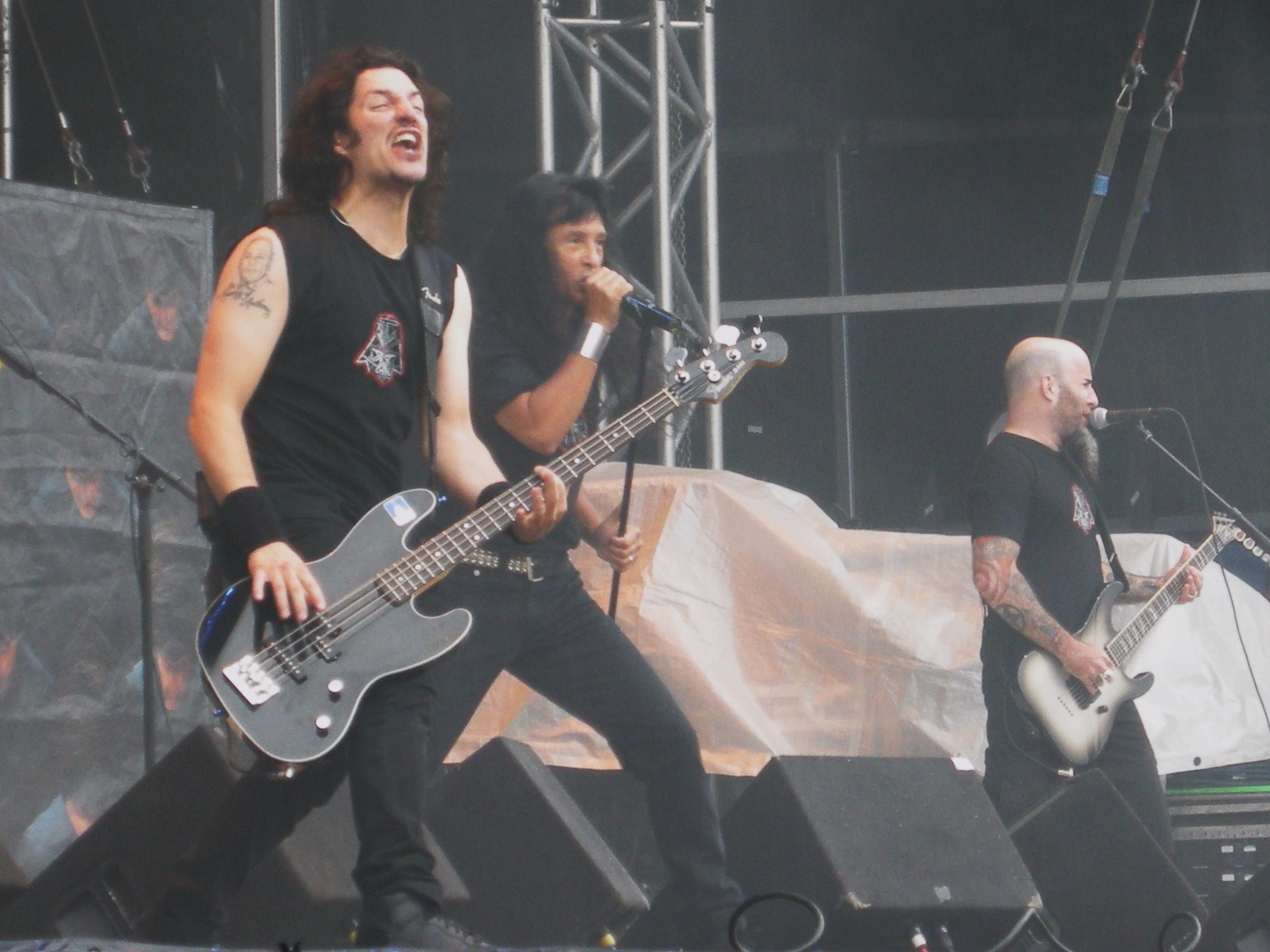
2010年，炭疽在音球音樂節的表演。

「鞭擊金屬四巨頭」— 麥加帝斯、金屬製品、炭疽和超級殺手，同意在2010年攜手合作，一同在歐洲音球音樂節上進行首次的聯合巡演。史考特·伊恩表示：「這次演出完成了所有人二十六年的期待，我相信我們不僅僅會達到樂迷們期望，我們還會在現場毀滅他們。沒有哪四支樂團的演出會造成如此大的影響。設想一下披頭四樂團、滾石樂隊、何許人以及齊柏林飛船的同場演出，或者是黑色安息日、猶大祭司、鐵娘子或摩托頭四支樂團聯手巡演會是什麼場景？屆時的演出場面將會異常壯觀」。從6月16日到27日，四巨頭先後在波蘭、瑞士、捷克、保加利亞、希臘、羅馬尼亞、土耳其進行了七場演出。當中在保加利亞的演出，不但透過衛星直播到多間電影院，也拍攝為影像作品《鞭金四大天王：史無前例經典現場》。美國線上音樂資料庫AllMusic表示：「每個樂手都難以置信的精力充沛，人群非常激情。所有四支樂團同台演出，是一次歷史性的高潮」。美國入口網站About.com也說：「這場音樂會是近代金屬史上的重要時刻，也是一次大事件，儘管他們都上了年紀，但演出內容仍舊非常偉大」。
然而在此之前，約翰·布希決定他不再擔任樂團的正式主唱，並且第二次離開了炭疽。喬伊·貝拉多納於2010年初回到樂團，炭疽得以加入音球音樂節的卡司中，他並承諾會在樂團中錄製新的錄音室專輯。2011年4月23日，「鞭擊金屬四巨頭」首次在美國聯合演出，地點位在加州帝國馬球俱樂部。7月2日至7月9日，「鞭擊金屬四巨頭」在德國、瑞典、義大利、英國、法國聯合演出。其中在奈柏華茲音球音樂節上，是四巨頭第一次在英國的演出。9月13日，炭疽發行第十張專輯《鞭金崇拜》，在告示牌二百強專輯榜登上第12名。9月14日，「鞭擊金屬四巨頭」在美國紐約洋基體育場聯合演出。
2011年10月，炭疽和聖約樂團及死亡天使展開美國巡迴之旅。2012年11月，炭疽與摩托頭合作舉行了十場英國巡迴演出。2013年1月，樂團宣布羅柏·卡基亞諾已經退出炭疽，改為加入狂音。不久之後，炭疽宣布魅影魔星的喬納森·多納斯被聘為樂團的巡迴支援吉他手。同年8月時，他成為炭疽的正式成員。2013年3月19日，炭疽發行第六張迷你專輯《頌歌》，收錄許多1970年代的經典翻唱曲，以及兩首炭疽的新歌。據史考特·伊恩表示，樂團將於2013年底開始下一張專輯的工作。2014年9月16日，樂團發行影像作品《智利閻獄演唱會》。2015年初，樂團確認已經錄製了新作品，並與狂音一起進行巡迴演唱會。

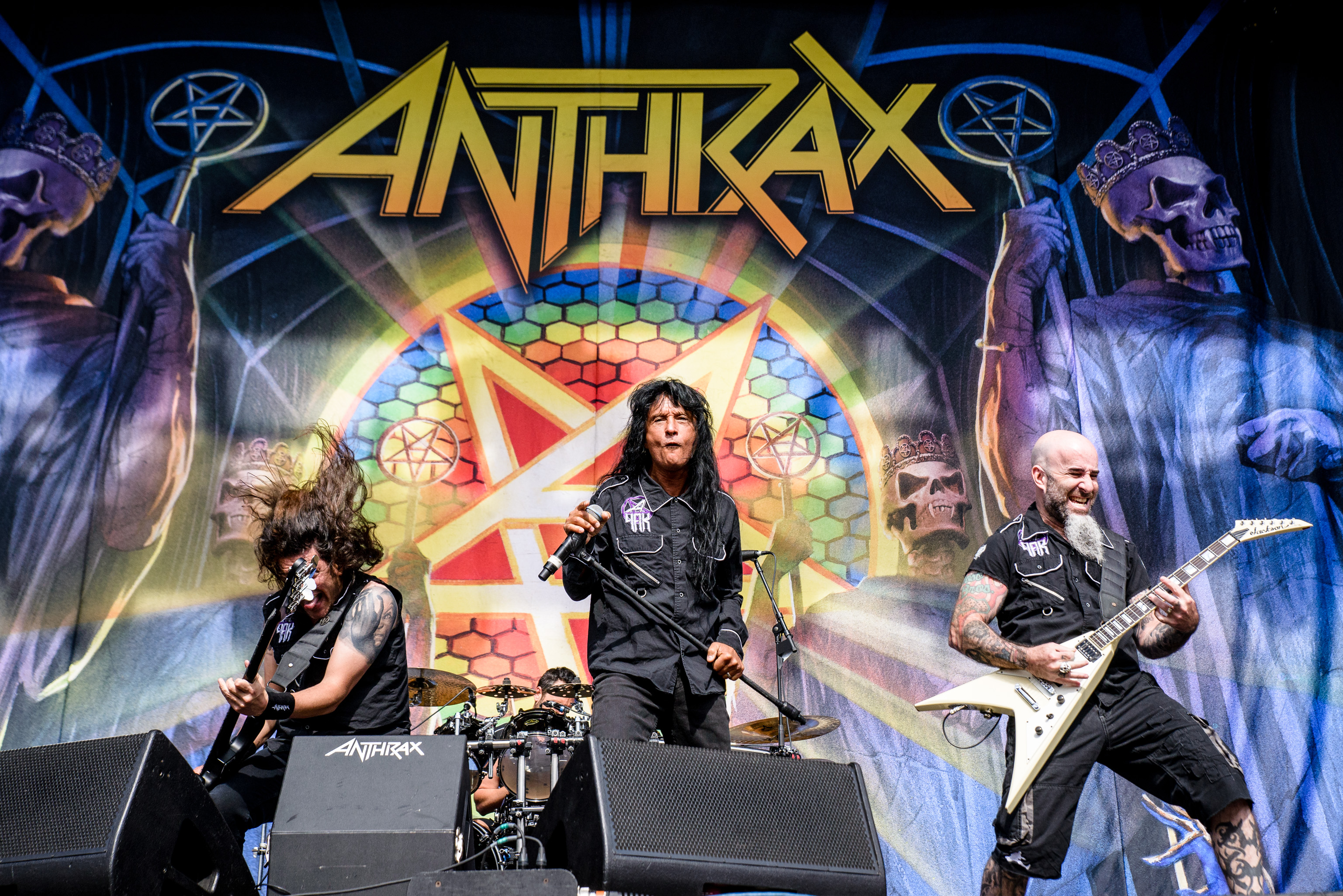
2016年的炭疽樂團

2016年初，炭疽與上帝羔羊一起舉行了美國巡演之旅，並於2月26日發行了他們第十一張錄音室專輯《主宰宿命》，它登上告示牌二百強專輯榜第9名。3月，炭疽和鐵娘子合作，擔任他們靈書之旅世界巡迴演唱會拉丁美洲站的暖場團。炭疽也與超級殺手和死亡天使一同舉行宣傳新專輯的巡演，地點包括美國、加拿大和歐洲幾個國家。

### 下一張新專輯（2017年 - 至今）
在2017年3月的一次採訪中，鼓手查理·伯南特暗示說，炭疽將在夏天開始進行第十二張錄音室專輯的工作。他還透露，錄製《主宰宿命》時期中有一些未發表的曲目，可以作為後續專輯的基礎，並指出「我認為有兩三首歌曲可以作為下一張作品的起點」。

## 音樂風格、音樂淵源與影響力

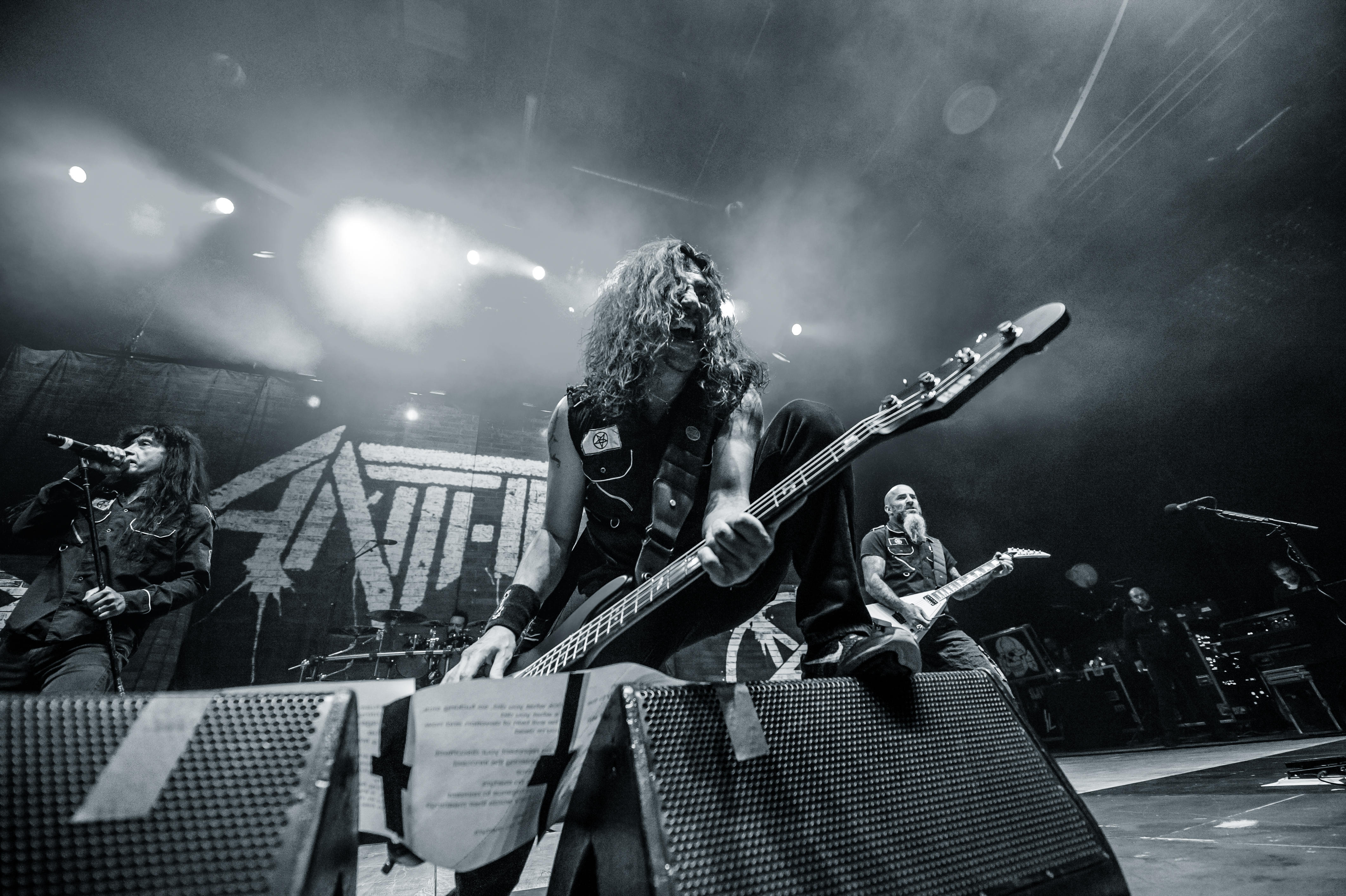
炭疽是「鞭擊金屬四巨頭」中最喜歡惡搞、最「另類搖滾」的樂團。

炭疽是促使速度金屬和鞭擊金屬誕生的重要樂團之一，他們在早期專輯中展現了一種典型的金屬樂聲音，歌詞以幽默主題和參考漫畫書而聞名，和同時代其他樂團產生明顯的區別。根據美國權威音樂雜誌《滾石》的看法，炭疽是少數在1980年代獲得讚譽並重新界定音樂風格的重金屬樂團之一。創始成員史考特·伊恩和早期主要吉他手丹·斯皮茨的風格被描述為「激進、當頭棒喝」，他們的特色是運用快速強力和弦和效果器，塑造出音樂中的侵略感。音樂作家湯瑪斯·哈里森表示，炭疽受到龐克搖滾影響而以更快的速度來演奏金屬樂。
樂團1993年的第六張專輯《白噪音之聲》（其中一首歌曲是約翰·布希唱的），它將油漬搖滾和另類搖滾融合在黑暗氛圍的金屬樂中。美國紐約的當地報紙《鄉村之聲》認為，約翰·布希時期的錄音室專輯有更多蠱戮金屬和另類金屬的特徵。2011年第十張專輯《鞭金崇拜》標誌著原主唱喬伊·貝拉多納和典型鞭擊金屬的回歸。雖然許多歌曲被歸功於整個樂團，但是在1985年第二張專輯《散佈病源》中，幾乎所有音樂完全都是由查理·伯南特創作的，而歌詞則幾乎完全是史考特·伊恩寫的。除此之外，約翰·布希在樂團任職期間，也做了一些創作貢獻。
炭疽受到許多硬式搖滾的影響，他們在2013年迷你專輯《頌歌》中，收錄許多1970年代的經典翻唱曲，包括匆促樂團、廉價把戲、AC/DC、瘦李奇、波士頓樂團和旅行者樂團的原創歌曲。樂團也受到許多龐克搖滾樂團的影響，例如愚蠢敗類、壞頭殼樂團、性手槍和宣洩樂團。傳統重金屬樂團如黑色安息日、接吻樂團、猶大祭司、鐵砧、鐵娘子和摩托頭都對炭疽有著舉足輕重的影響力。1987年起，炭疽也與金屬製品、麥加帝斯、超級殺手並稱為「鞭擊金屬四巨頭」。美國商業雜誌《彭博商業周刊》表示，炭疽是饒舌金屬和新金屬的重要奠基者之一，影響了林普巴茲提特和再無信仰這樣的樂團出現。根據尼爾森唱片市場調查系統的統計資料，炭疽於1991年至2004年間，在美國賣出兩百五十萬張唱片，在全球市場上則總共賣出了一千萬張唱片。

## 軼事
- 美國男演員基努·李維是炭疽的忠實樂迷，曾在〈安全屋〉的音樂錄影帶中客串演出[84]。
- 鞭擊金屬的命名與炭疽有關。1984年2月23日，英國著名金屬雜誌《Kerrang!（英语：Kerrang!）》在報導炭疽時，從他們的作品〈瘋狂鞭打的金屬（英语：Metal Thrashing Mad）〉創造出鞭擊金屬這個詞[85]。

## 成員列表

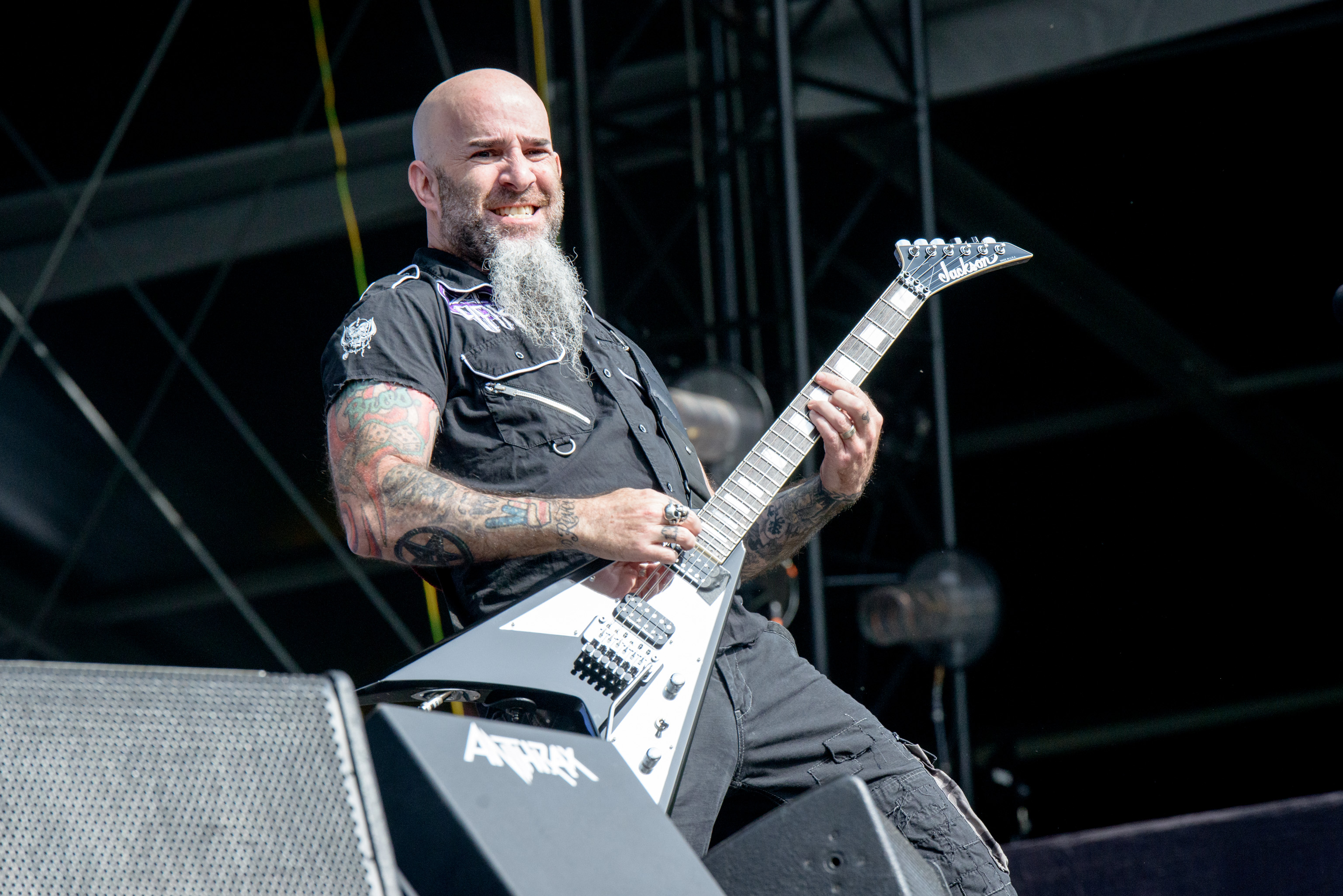
史考特·伊恩
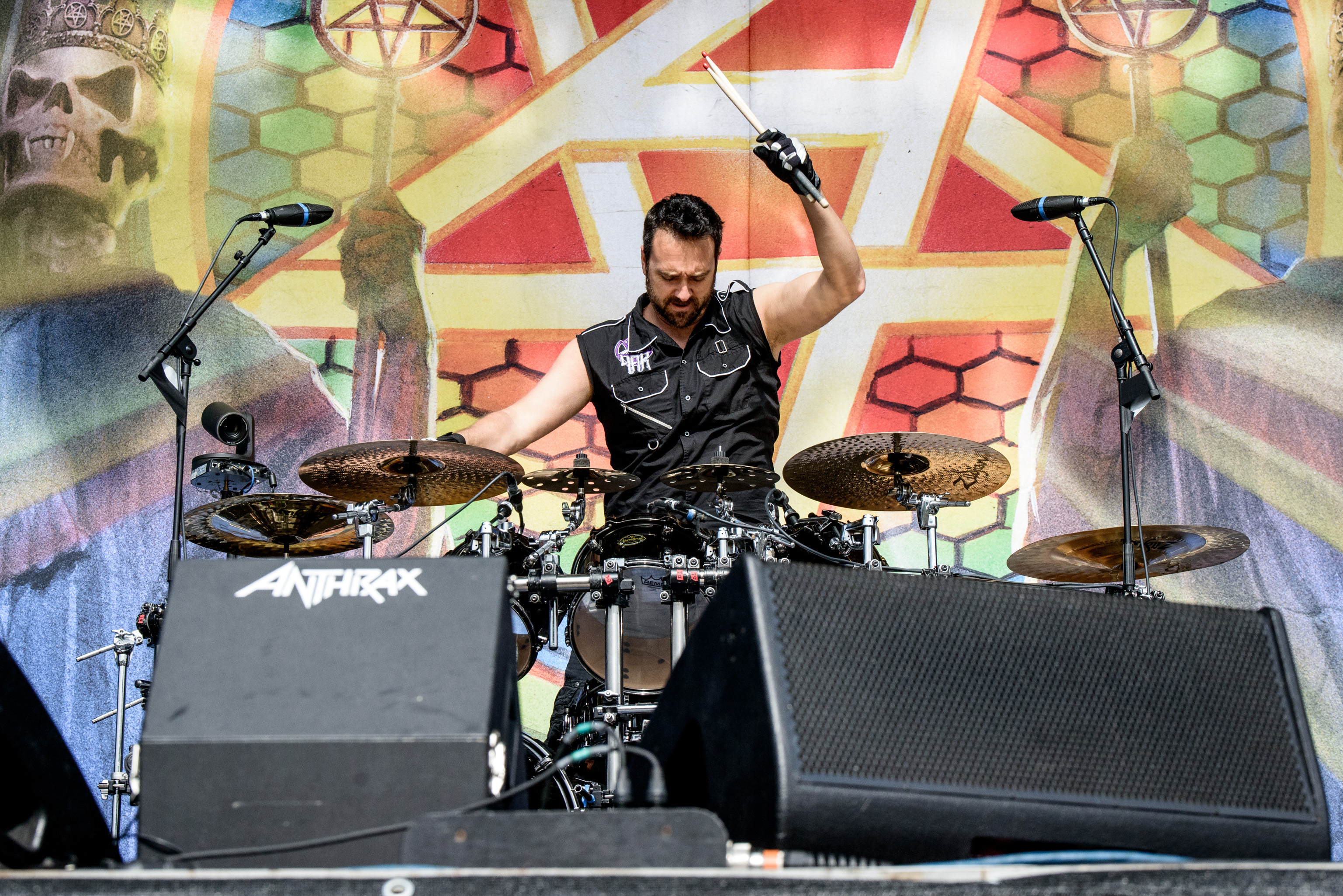
查理·伯南特
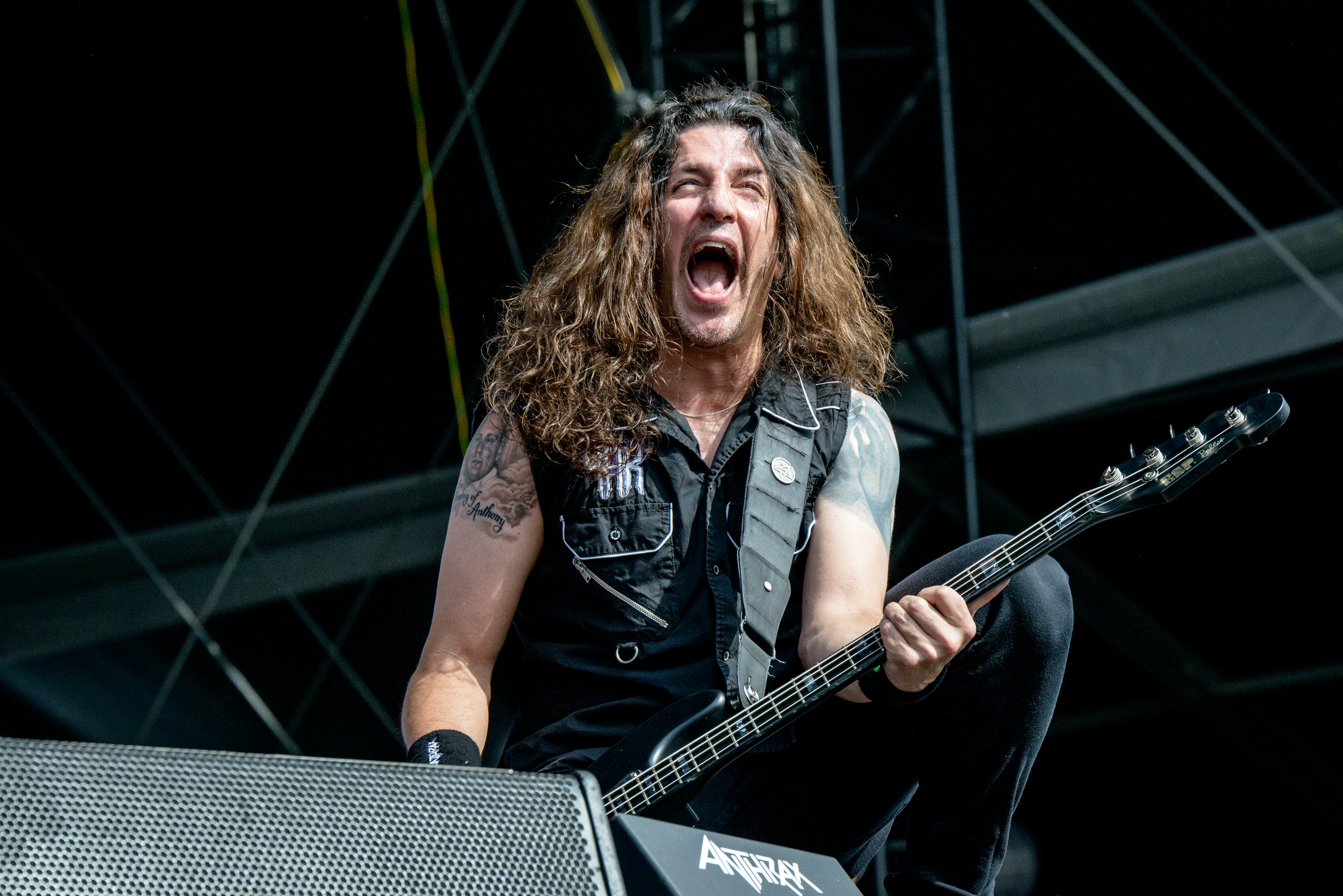
法蘭克·貝略
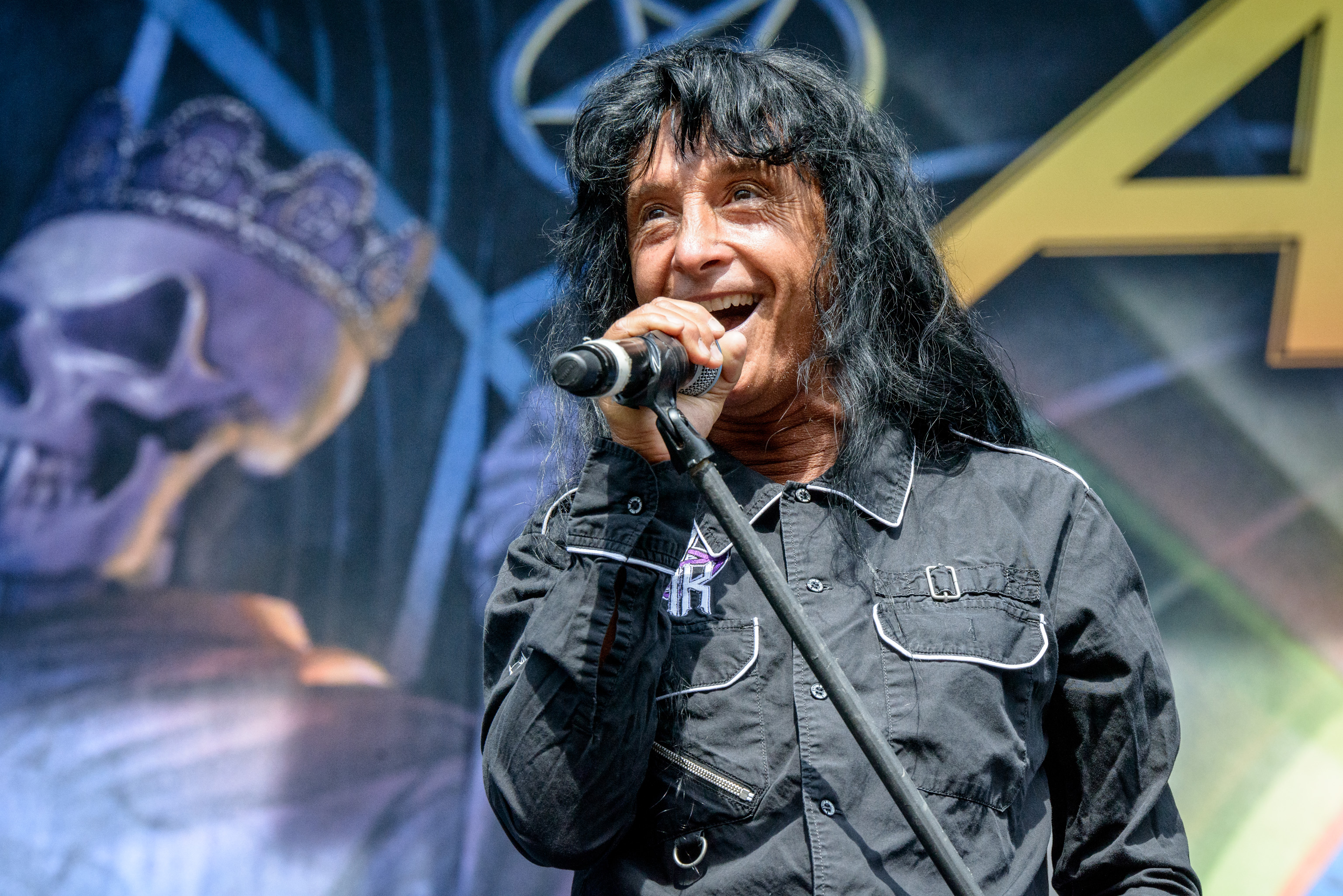
喬伊·貝拉多納
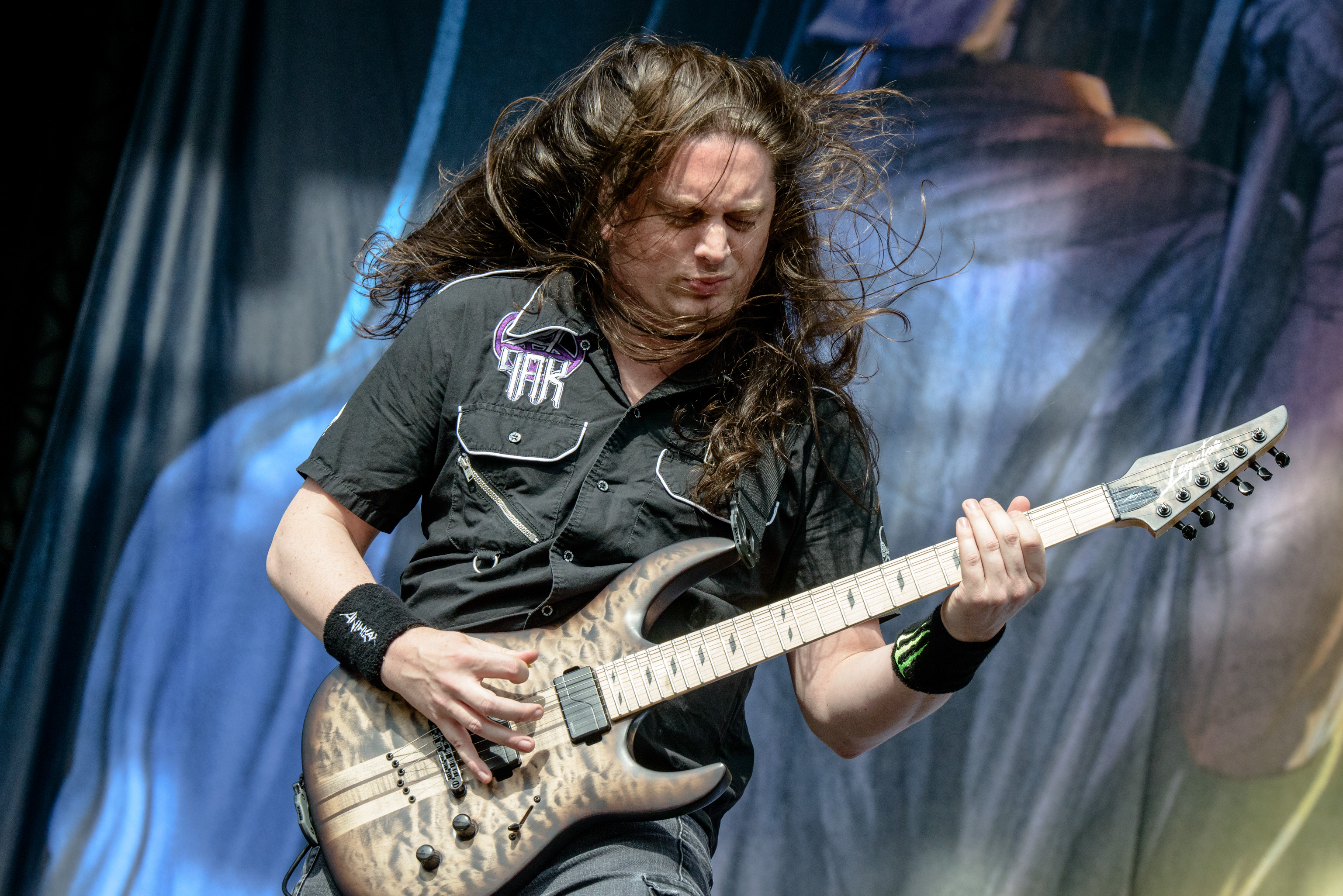
喬納森·多納斯

| - 史考特·伊恩 – 節奏吉他、和聲（1981年 - 至今） 次要位置 – 主唱、主奏吉他、鍵盤、鋼琴 - 查理·伯南特 – 鼓（1983年 - 至今） 次要位置 – 吉他、特雷門、藍調口琴、和聲、主唱、鍵盤、鋼琴 - 法蘭克·貝略 – 貝斯、和聲（1984年 - 至今） 次要位置 – 主唱 - 喬伊·貝拉多納 – 主唱（1984 - 1992年，2005 - 2007年，2010年 - 至今） 次要位置 – 鼓、唱盤、鍵盤、鋼琴 - 喬納森·多納斯 – 主奏吉他（2013年 - 至今） 次要位置 – 節奏吉他 - 大衛·懷斯 – 鼓（1981年） - 保羅·卡恩 – 貝斯（1981年） - 肯尼·庫許納 – 貝斯（1981年） - 丹·利爾克 – 貝斯、和聲（1981 - 1984年） 次要位置 – 節奏吉他、鍵盤、鋼琴 - 約翰·康納利 – 主唱（1981年） - 德克·甘迺迪 – 主唱（1981年） - 傑森·羅森菲爾 – 主唱（1981 - 1982年） - 湯米·懷斯 – 主唱（1982年） - 格雷格·沃斯 – 主奏吉他（1981 - 1983年） - 尼爾·托賓 – 主唱（1982 - 1984年） - 格雷格·迪安傑羅 – 鼓（1981 - 1983年） - 鮑勃·貝瑞 – 主奏吉他（1983年） - 丹·斯皮茨 – 主奏吉他（1983 - 1995年，2005 - 2007年） 次要位置 – 和聲、貝斯、鍵盤、鋼琴 - 馬特·法倫 – 主唱（1984年） - 約翰·布希 – 主唱（1992 - 2005年，2009 - 2010年） - 保羅·克魯克 – 主奏吉他（1995 - 2001年） - 羅柏·卡基亞諾 – 主奏吉他（2001 - 2005年，2007 - 2013年） - 丹·尼爾森 – 主唱（2007 - 2009年） | - 全民公敵組合 – 主唱、唱盤（1991年） - 戴姆拜格·達雷爾 – 主奏吉他（1995年，1998年，2003年） - 菲爾·安塞爾莫 – 和聲（1998年） - 羅傑·多特里 – 和聲（2003年） - 艾莉森·雀絲莉 – 大提琴（2008 - 2011年） - 戴夫·薩博 – 吉他、和聲（2000年） - 安德烈亞斯·基瑟 – 節奏吉他、和聲（2011年） - 傑森·班納 – 鼓（2006年，2011年，2012年） - 吉恩·霍格蘭 – 鼓（2012年） - 瓊·丹特 – 鼓（2012年，2013年，2016年，2017年） - 喬伊·維拉 – 貝斯（2004年，2005年，2008年，2012年） |

## 作品
更詳細的列表請參見主條目：炭疽樂團作品列表
| - 金屬之拳（1984年1月） - 散佈病源（1985年10月30日） - 末日逼近（1987年3月22日） - 極度亢奮（1988年9月18日） - 時刻堅持（1990年8月21日） - 白噪音之聲（1993年5月25日） - 爵士舞曲442（1995年10月24日） - 第8號通報：他們是玩真的（1998年7月21日） - 衝你而來（2003年5月6日） - 鞭金崇拜（2011年9月13日） - 主宰宿命（2016年2月26日） - 島嶼歲月現場（1994年4月5日） - 大規模殺傷性音樂（2004年4月20日） - 活蹦亂跳2（2005年9月20日） - 衝撞BBC現場（2007年1月22日） - 鞭金四大天王：史無前例經典現場（2010年11月2日） - 智利閻獄演唱會（2014年9月16日） - 殺手蜂的突擊（1991年6月25日） - 殺手蜂的逆襲（1999年11月23日） - 瘋人院：炭疽精選（2001年6月26日） - 經典炭疽：環球精選系列（2002年2月19日） - 炭疽熱典藏（2002年6月9日） - 兩害相權取其輕（2004年11月23日） - 炭疽學：奇蹟不存在（2005年9月20日） | - 炭疽肆虐倫敦（1987年） - 時光之旅視角（1991年7月1日） - 殺手蜂的突擊特輯（1991年） - 噪音現場（1992年7月28日） - 白噪音現場（1994年） - 殺手蜂的逆襲特輯（1999年11月23日） - 炭疽搖滾傳奇（2004年2月28日） - 大規模殺傷性音樂（2004年4月20日） - 活蹦亂跳2特輯（2005年9月20日） - 炭疽學：奇蹟不存在特輯（2005年10月29日） - 鞭金四大天王：史無前例經典現場（2010年11月1日） - 智利閻獄演唱會（2014年9月16日） - 武裝威脅（1985年2月） - 非我莫屬（1987年） - 他媽的讚（1989年8月） - 徹底顛覆（1999年1月19日） - 2003年的夏日（2003年1月19日） - 頌歌（2013年3月19日） |

## 外部連結
- 官方网站
- 炭疽的Facebook專頁
- 炭疽的X（前Twitter）
- 炭疽的Instagram帳戶
- Anthrax在Allmusic上的頁面